# День памяти (фильм)
«День памяти» (англ. Memorial Day) — американский любительский слэшер 1999 года режиссёра Кристофера Алендера. Создатели фильма пытались продать права на его распространение, однако покупателей так и не нашлось. В результате решено было выложить фильм на официальном сайте для бесплатного скачивания.

## Сюжет
Компания молодых людей отправляется на отдых в лагерь под названием «День памяти», который расположен возле озера. Такая поездка для подростков стала уже традицией, однако несколько лет назад они не ездили в лагерь из-за того, что в озере близ лагеря утонул брат одной из девушек. После приезда в лагерь, по прошествии некоторого времени, на подростков начинает убивать некий маньяк, чьё лицо спрятано под маской.

## В ролях
| Актёр           | Роль   |
| --------------- | ------ |
| Тереза Фретвелл | Рейчел |
| Маркос Гэбриел  | Лео    |
| Эндрю Уильямс   | Микки  |
| Эрин Галлахер   | Синди  |
| Жасмин Трайс    | Ригэн  |

## Художественные особенности
Фильм отличает низкое качество производства, актёрской игры и их диалогов, а также предсказуемость сюжета. В то же время специальные эффекты находятся на более качественном уровне.

### Убийства в фильме
В фильме демонстрируется множество убийств, среди способов совершения которых имеются убийство посредством копья, от порезов о множество бритв, расстрела, пробивания головы гвоздями и т. д.